# La Lucha, Ocozocoautla de Espinosa
La Lucha är en ort i Mexiko.   Den ligger i kommunen Ocozocoautla de Espinosa och delstaten Chiapas, i den sydöstra delen av landet, 600 km öster om huvudstaden Mexico City. La Lucha ligger 279 meter över havet och antalet invånare är 240.
Terrängen runt La Lucha är huvudsakligen kuperad, men åt nordost är den platt. Runt La Lucha är det ganska glesbefolkat, med 31 invånare per kvadratkilometer. Närmaste större samhälle är La Esperanza, 7,8 km nordväst om La Lucha. I omgivningarna runt La Lucha växer huvudsakligen savannskog.